# Симпсоны (сезон 26)
Двадцать шестой сезон мультсериала «Симпсоны» транслировался на телеканале FOX с 28 сентября 2014 года по 17 мая 2015 года.
В этом сезоне:
- у Красти умер отец («Clown in the Dumps»);
- Гомер и Барт пытались разрешить конфликт отцов и детей («The Wreck of the Relationship»);
- Мардж открыла магазин по продаже сэндвичей («Super Franchise Me»);
- Симпсоны встретили ранних самих себя («Treehouse of Horror XXV»);
- мистер Бёрнс нашёл себе подругу («Opposites A-Frack»);
- Симпсоны встретились с героями «Футурамы» («Simpsorama»);
- Барт пытался победить своего нового учителя-хулигана («Blazed and Confused»);
- а также у Гомера был кризис среднего возраста («Covercraft»)[1].

## Список серий
| № общий | № в сезоне | Название                                                                     | Режиссёр           | Автор сценария              | Дата премьеры    | Произв. код | Зрители в США (млн) |
| --- | ---------- | ---------------------------------------------------------------------------- | ------------------ | --------------------------- | ---------------- | ----------- | ------------------- |
| 553 | 1          | «Клоуна на свалке» «Clown in the Dumps»                                      | Стивен Дин Мур     | Джоэль Х. Коэн              | 28 сентября 2014 | SABF20      | 8,53                |
| Симпсоны прощаются с одним из жителей Спрингфилда, которым является отец Красти. После высмеивания и публичного унижения на комедийном кабельном канале Клоун Красти уходит из юмористической индустрии. Лиза пытается спасти Гомера от смерти. Приглашённые звёзды: Келси Грэммер, Дон Херцфельд, Морис Ламарш, Джеки Мейсон, Дэвид Хайд Пирс, Джефф Росс, Сара Сильверман |            |                                                                              |                    |                             |                  |             |                     |
| 554 | 2          | «Разрыв отношений» «The Wreck of the Relationship»                           | Чак Шитс           | Джефф Вестбрук              | 5 октября 2014   | SABF17      | 4,27                |
| Гомер устаёт от непочтительного отношения к своему авторитету со стороны Барта и решает попробовать свои силы в его воспитании. Это не приводит к положительному эффекту и Мардж записывает их на участие в программе родителей и детей — «Корабль Связи», чтобы они решали свои конфликты в море. Приглашённые звёзды: Ник Офферман |            |                                                                              |                    |                             |                  |             |                     |
| 555 | 3          | «Супер франшизу мне» «Super Franchise Me»                                    | Марк Киркленд      | Билл Оденкерк               | 12 октября 2014  | SABF19      | 7,33                |
| Мардж открывает франчайзинговый магазин по продаже сэндвичей, после того, как её бутерброды становятся хитом в Спрингфилде. Но ежедневно работать в магазине оказалось непомерно тяжелым занятием, особенно когда через улицу открывается новая точка той же самой франшизы. |            |                                                                              |                    |                             |                  |             |                     |
| 556 | 4          | «Маленький домик ужасов на дереве XXV» «Treehouse of Horror XXV»             | Мэттью Фонан       | Стефани Гиллис              | 19 октября 2014  | SABF21      | 7,76                |
| «School Is Hell» (с англ. — «Школа — ад») — Барт и Лиза связываются с демоном из параллельной вселенной, прочитав ряд арамейских символов. «A Clockwork Yellow» (с англ. — «Заводной лимон») — Банда Мо (в стиле фильма «Заводной апельсин») начинает разваливаться, когда Дум (Гомер) влюбляется в девочку (Мардж). «The Others» (с англ. — «Другие») — Семейство Симпсонов преследуется семьёй призраков (ранние Симпсоны из «Шоу Трейси Ульман»), которая раньше жила в доме Симпсонов, где была убита и похоронена. Приглашённые звёзды: Джон Ратценбергер |            |                                                                              |                    |                             |                  |             |                     |
| 557 | 5          | «Против Фрака» «Opposites A-Frack»                                           | Мэттью Настук      | Валентина Гарза             | 2 ноября 2014    | SABF22      | 4,22                |
| Лиза просит помощи у женщины из законодательного собрания по имени Максин, положить конец операциям по гидроразрыву мистера Бёрнса, но озадачена, когда эти два политических противника начинают проявлять друг к другу симпатию. Приглашённые звёзды: Джейн Фонда, Роберт Сигел |            |                                                                              |                    |                             |                  |             |                     |
| 558 | 6          | «Симпсорама» «Simpsorama»                                                    | Боб Андерсон       | Дж. Стюарт Бернс            | 9 ноября 2014    | SABF16      | 6,7                 |
| Команда «Межпланетного экспресса» («Футурама») прибывает в Спрингфилд. Сюжет будет вращаться вокруг Бендера и Барта. Бендер должен вернуться в прошлое, чтобы убить Барта, потому что из-за его проделки мир в будущем очень сильно изменится — не в лучшую сторону. Приглашённые звёзды: Джон Ди Маджо, Морис Ламарш, Фил Ламарр, Кэти Сагал, Лорен Том, Фрэнк Уэлкер, Билли Уэст |            |                                                                              |                    |                             |                  |             |                     |
| 559 | 7          | «Сражён и запутан» «Blazed and Confused»                                     | Роб Оливер         | Кэролин Омайн и Уильям Райт | 16 ноября 2014   | TABF01      | 6,7                 |
| Все попытки Барта победить своего нового учителя, мистера Лассэна, который является ужасным хулиганом, терпят крах. Тем временем семейство Симпсонов отправляется на фестиваль «Blazing Guy» (рус. «Пылающий парень»). Приглашённые звёзды: Уиллем Дефо, Келси Грэммер, Дэвид Силверман |            |                                                                              |                    |                             |                  |             |                     |
| 560 | 8          | «Гаражное ремесло» «Covercraft»                                              | Стивен Дин Мур     | Мэтт Сэлман                 | 23 ноября 2014   | TABF02      | 3,45                |
| После того, как Мо сажают за решетку, за драку с соседом, у Гомера начинается кризис среднего возраста, из-за чего он начинает играть на бас-гитаре и образует кавер-группу совместно с другими отцами города. Но неожиданно для них самих, после прихода Апу, популярность их группы начинает очень быстро набирать обороты. Приглашённые звёзды: Уилл Форте, Сэмми Хагар |            |                                                                              |                    |                             |                  |             |                     |
| 561 | 9          | «Я не буду дома к Рождеству» «I Won't Be Home for Christmas»                 | Марк Киркленд      | Эл Джин                     | 7 декабря 2014   | TABF03      | 6,52                |
| После того, как Мо убеждает Гомера задержаться в сочельник в баре, Мардж говорит Гомеру, что тот может не приходить домой ночевать. Это приводит к печальной прогулке Гомера по безлюдному Спрингфилду, где он понимает, что место, где все должны напиваться на Рождество, это родной дом. |            |                                                                              |                    |                             |                  |             |                     |
| 562 | 10         | «Человек, который пришёл, чтобы быть ужином» «The Man Who Came to Be Dinner» | Дэвид Силверман    | Эл Джин и Дэвид Миркин      | 4 января 2015    | RABF15      | 10,62               |
| Симпсоны отправляются на Ригель 9, родную планету Кэнга и Кодоса, которые заманили Симпсонов на свой корабль под видом нового, только что открывшегося аттракциона в луна-парке Diz-Nee-Land. |            |                                                                              |                    |                             |                  |             |                     |
| 563 | 11         | «Новый друг Барта» «Bart's New Friend»                                       | Боб Андерсон       | Джадд Апатоу                | 11 января 2015   | TABF05      | 4,28                |
| Гомер попадает на сеанс гипнотизёра, после которого он думает, что ему 10 лет, и становится новым другом Барта. Приглашённые звёзды: Стейси Кич |            |                                                                              |                    |                             |                  |             |                     |
| 564 | 12         | «Маск, который упал на Землю» «The Musk Who Fell to Earth»                   | Мэттью Настюк      | Нил Кэмпбелл                | 25 января 2015   | TABF04      | 3,29                |
| Илон Маск прилетел и придумывает новые идеи через Гомера. Также он делает Бёрнса банкротом путём осуществления в Спрингфилде своей идеи о безвредном топливе, которое сделало Илона богатым, а всех жителей Спрингфилда оставила без денег. Приглашённые звёзды: Илон Маск |            |                                                                              |                    |                             |                  |             |                     |
| 565 | 13         | «Широко и высоко шагая» «Walking Big & Tall»                                 | Крис Клементс      | Майкл Прайс                 | 8 февраля 2015   | TABF06      | 2,78                |
| Когда жители Спрингфилда узнают, что гимн их города является не уникальным, Лиза решает написать ему замену. Между тем Гомер узнаёт значение «Толстой гордости». Приглашённые звёзды: Кевин Майкл Ричардсон, Фаррелл Уильямс |            |                                                                              |                    |                             |                  |             |                     |
| 566 | 14         | «Моя тарифицированная леди» «My Fare Lady»                                   | Майк Фрэнк Полчино | Марк Уилмор                 | 15 февраля 2015  | TABF07      | 2,67                |
| Когда Мардж устаёт от неблагодарной обязательности быть личным водителем для своих детей, она устраивается работать водителем в службу социального такси. Тем временем Гомер банкротит Мо, когда остается на один вечер за главного в баре, что заставляет Мо устроиться на временную работу в качестве дворника на АЭС. Приглашённые звёзды: Кристофер Ллойд, Рич Соммер |            |                                                                              |                    |                             |                  |             |                     |
| 567 | 15         | «Гид для принцессы» «The Princess Guide»                                     | Тимоти Бэйли       | Брайан Келли                | 1 марта 2015     | TABF08      | 3,93                |
| Гомеру поручено присматривать за принцессой Кеми в то время, пока её отец, король Нигерии, занят сделкой по урану с мистером Бёрнсом. Когда Кеми оказывается в баре Мо, Мо делает заключение, что она должна связаться с нигерийским принцем, который обманул его по электронной почте, и вернуть свои деньги. Но, к своему удивлению, он влюбляется в неё. Приглашённые звёзды: Ричард Брэнсон, Яя Дакоста, Джон Ловитц, Кевин Майкл Ричардсон |            |                                                                              |                    |                             |                  |             |                     |
| 568 | 16         | «Небесная полиция» «Sky Police»                                              | Роб Оливер         | Мэтт Сэлман                 | 8 марта 2015     | TABF09      | 3,79                |
| Шефу полиции Виггаму ошибочно доставляют военный реактивный ранец, и он принимает его и использует против преступности. Но когда ранец даёт сбой и Виггам разрушает церковь, община, возглавляемая Мардж, должна прибегнуть к азартным играм и подсчёту карт, чтобы собрать необходимую сумму на ремонт церкви. Приглашённые звёзды: Нейтан Филдер |            |                                                                              |                    |                             |                  |             |                     |
| 569 | 17         | «В ожидании Даффмена» «Waiting for Duffman»                                  | Стивен Дин Мур     | Джон Фринк                  | 15 марта 2015    | TABF10      | 3,59                |
| Когда Даффмен переносит операцию по замене тазобедренного сустава и выходит на пенсию, компания устраивает кастинг, чтобы найти ему замену. Гомер выигрывает его и узнаёт, что новая работа требует от него постоянно оставаться трезвым, после чего Гомер понимает, что пиво совсем необязательно, чтобы хорошо провести время. Приглашённые звёзды: Кэт Дили, Ли Эрми, Стейси Кич |            |                                                                              |                    |                             |                  |             |                     |
| 570 | 18         | «Подглядывающая мать» «Peeping Mom»                                          | Марк Киркленд      | Джон Фринк                  | 19 апреля 2015   | TABF11      | 3,23                |
| Барт не признаётся в причастии к аварии с участием бульдозера, поэтому Мардж решает всюду следовать за ним, пока он во всём не сознается. Тем временем Гомер игнорирует маленького помощника Санты, когда Фландерс заводит новую собаку. |            |                                                                              |                    |                             |                  |             |                     |
| 571 | 19         | «Дети постоянно ссорятся» «The Kids Are All Fight»                           | Боб Андерсон       | Роб ЛаЗебник                | 26 апреля 2015   | TABF12      | 3,33                |
| С помощью старых семейных фотографий Симпсоны отправляются в путешествие по воспоминаниям, чтобы выяснить, из-за чего же началась постоянная вражда между Бартом и Лизой. |            |                                                                              |                    |                             |                  |             |                     |
| 572 | 20         | «Лысуха, пойдём полетаем» «Let's Go Fly a Coot»                              | Крис Клементс      | Джефф Вестбрук              | 3 мая 2015       | TABF13      | 3,12                |
| Симпсоны узнают о днях, проведенных дедушкой в ВВС. Барт начинает курить, чтобы произвести впечатление на голландскую кузину Милхауса, Аннику. Приглашённые звёзды: Гленн Клоуз, Кэрис Ван Хаутен |            |                                                                              |                    |                             |                  |             |                     |
| 573 | 21         | «Задира» «Bull-E»                                                            | Лэнс Крамер        | Тим Лонг                    | 10 мая 2015      | TABF15      | 2,77                |
| После того, как над Бартом изрядно поиздевались после танцев, Мардж убеждает город в необходимости закона на запрет издевательств и измываний над детьми. После принятия данного закона Гомера арестовывают и отправляют в реабилитационный центр за издевательство над Недом Фландерсом, из которого он выйдет героем. Приглашённые звёзды: Альберт Брукс, Джо Мантенья, Джонни Мэтис |            |                                                                              |                    |                             |                  |             |                     |
| 574 | 22         | «Подвиг ботаников» «Mathlete’s Feat»                                         | Майк Фрэнк Полчино | Майкл Прайс                 | 17 мая 2015      | TABF16      | 2,82                |
| Спрингфилдская начальная школа переходит на альтернативную Вальдорфскую систему образования из-за технического кризиса. Между тем Садовник Вилли становится руководителем математического кружка. Лиза и другие дети из математической команды конкурируют против начальной школы Вэйверли Хиллз… В команде Лизы все используют естественные науки… основанные на древних методах вычисления геометрических фигур... [и] это помогает зубрилам. Приглашённые звёзды: Джастин Ройланд                                                                           |            |                                                                              |                    |                             |                  |             |                     |